# 게타 (황제)

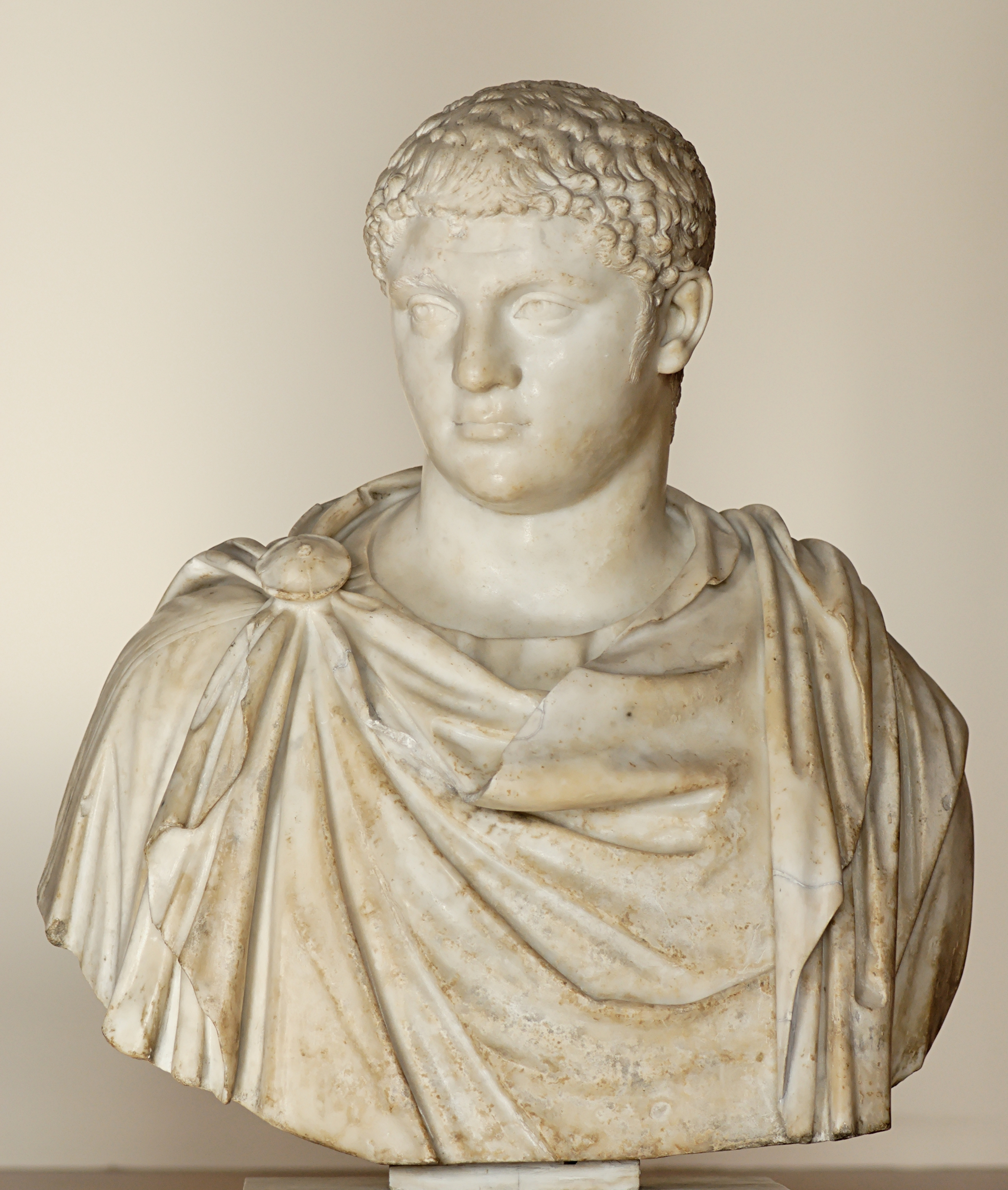
게타

게타(/ˈɡɛtə/; 라틴어: Publius, 또는 Lucius, Septimius Geta Augustus; 189년 3월 7일 ~ 211년 12월 26일)는 로마 황제였으며 아버지는 셉티미우스 세베루스, 형은 209년부터 카라칼라였다. 세베루스는 211년 사망했으며, 그는 자신의 아들들이 함께 통치하기를 바랐으나 권력을 함께 나누는 것이 불가능한 것이 입증되었고 그 해 12월 게타의 살인으로 이어졌다.

## 참고 문헌
- 디오 카시우스 lxxvii; Herodian iv. I.
- Birley, Anthony R. (1999) [1971]. 《Septimius Severus: The African Emperor》. London: Routledge. ISBN 0415165911.